# جایزه المپیک برزیل
جایزه المپیک برزیل (انگلیسی: Prêmio Brasil Olímpico) یا جایزه ملی المپیک به برترین ورزشکار سال برزیل در سه بخش مردان، زنان و هواداران اهدا می شود.